# Обратная сторона правды
«Обра́тная сторона́ пра́вды» (англ. Freedomland) — криминальный триллер 2006 года режиссёра Джо Рота с Сэмюэлом Л. Джексоном и Джулианной Мур в главных ролях.

## Сюжет
Неизвестный выкидывает мать-одиночку из машины и растворяется в ночи. Угонщик не заметил сидящего на заднем сидении четырёхлетнего ребёнка. Женщина обвиняет в преступлении чернокожего, провоцируя межрасовый скандал, погасить который под силу лишь белой журналистке и чёрному детективу, расследующим дело.

## В ролях
| Актёр               | Роль                     |
| ------------------- | ------------------------ |
| Сэмюэл Л. Джексон   | детектив Лоренцо Кансил  |
| Джулианна Мур       | Бренда Мартин            |
| Эди Фалко           | Карен Колуччи            |
| Рон Элдард          | Дэнни Мартин брат Бренды |
| Уильям Форсайт      | Бойл                     |
| Онжаню Эллис        | Фелиция                  |
| Энтони Маки         | Билли Уильямс            |
| Латаня Ричардсон    | Мэри                     |
| Кларк Питерс        | преподобный Лонгуэй      |
| Питер Фридман       | лейтенант Голд           |
| Доменик Ломбардоззи | Лео Салливан             |
| Аасиф Мандви        | доктор Анил Чаттерджи    |
| Филип Боско         | священник                |
| Дориан Миссик       | Джейсон Кансил           |